# Mabel de Bellême
Mabel de Bellême (1030s -1079) fue una noble Normanda. Heredó el señorío de Bellême de su padre y más tarde se convertiría en Condesa de Shrewsbury por matrimonio. Perteneció a la Casa de Bellême.

## Vida
Mabel era hija de Guillermo II Talvas y su primera mujer Hildeburg. Era heredera de las propiedades de su padre, ya que su medio hermano Oliver fue aparentemente excluido. También heredó el resto del honor de Bellême en 1070 a la muerte de su tío Ivo de Bellême, obispo de Séez. Cuando su padre fue exiliado por su hermano Arnulf en 1048  le acompañó hasta que ambos fueron acogidos por la familia Montgomery. Entre 1050-1054 se casó con Roger II de Montgomery, más tarde conde de Shrewsbury. Roger II de Montgomery era ya un favorito del Duque Guillermo y su matrimonio con Mabel incrementó aún más su fortuna.
Su marido Roger no había participado en la conquista normanda de Inglaterra, sino que había permanecido en Normandía como co-regente junto a la esposa de Guillermo, Matilda de Flandes. Aportó 60 barcos a la fuerza de invasión del duque. Se unió al rey en Inglaterra en 1067 y recibió como premio el condado de Shropshire y numerosas propiedades que le convirtieron en uno de los propietarios más ricos en el Domesday Book.
Ella y su marido Roger transfirieron la iglesia de Saint-Martin de Séez a Evroul y solicitaron a su tío Ivo de Bellême, Obispo de Séez, construir un monasterio allí en tierras de su propiedad. La consagración tuvo lugar en 1061 y Mabel hizo más aportaciones con el tiempo.

## Su carácter
De todos los personajes femeninos de Orderico, Mabel era el más astuto y traicionero; si no enteramente por sus propias fechorías, como la madre de Robert de Bellême, que tenía reputación de salvaje y cruel. En un pasaje Orderic le describe como «pequeña, muy habladora, preparada para hacer el mal, perspicaz y jocosa, extremadamente cruel y osada.»
Al perpetuar la contienda de su familia con los Giroie puso su mirada en Arnold [Arnaud] de Échauffour (m. 1064), hijo de Guillermo fitz Giroie a quien su padre había mutilado en su boda. Obtuvo parte de sus propiedades cuando ella y su marido Roger convencieron al duque Guillermo para confiscar sus tierras. En 1063, sin embargo, Arnold obtuvo la promesa de perdón por el duque y sus territorios le fueron restaurados. Para evitar esto, Mabel conspiró para asesinarlo. Intentó envenenarle con un vaso de vino, pero Arnold de Echauffour declinó beber. El hermano de su marido, Gilberto, sediento después de un largo paseo, bebió el vino y murió poco después. Finalmente, Mabel sobornó al mayordomo de Arnold proporcionándole el veneno necesario, esta vez con éxito.
Exceptuando Theodoric, abad de la abadía de Saint-Evroul, a quien escuchaba en ocasiones, Mabel era hostil a la mayoría de miembros del clero; pero a su marido le encantaban los monjes de Saint-Evroul así que ella consideró necesaria más sutileza. En un incidente en 1064, intencionadamente realizaba largas visitas con un numeroso grupo de soldados, abusando de los escasos recursos de la abadía. Cuando fue reprendida por Theodoric el abad por su insensibilidad, respondió diciendo que la próxima vez iría con un grupo aún mayor. El abad pronosticó que si ella no se arrepentía de su maldad padecería grandes dolores, y eso mismo ocurrió en la tarde. Abandonó la abadía rápidamente y no volvió a abusar de su hospitalidad.
Mabel continuó con su actitud, provocando que muchos nobles perdieran sus tierras y acabaran en la indigencia. En 1077 se hizo por la fuerza con las tierras hereditarias de Hugo Bunel. Dos años más tarde mientras salía de su baño, fue asesinada por algunos hombres que se habían colado en el castillo. Hugh había buscado la ayuda de sus tres hermanos, entró en el castillo de Bures en el Dives y le golpeó en la cabeza con su espada. Los asesinos fueron perseguidos pero escaparon destruyendo un puente tras ellos. El asesinato de Mabel ocurrió el 2 de diciembre de 1079 y fue enterrada tres días  más tarde en Troarn. Otro noble caballero William Pantulf también estuvo acusado de estar detrás del crimen, pero fue exonerado tras una ordalía.

## Familia
Mabel y su marido, Roger de Montgomery tuvieron diez hijos:
- Roger de Montgomery, el mayor, murió joven.[19]
- Roberto II de Bellême, Conde de Alençon en 1082,  sucedió a su hermano Hugh como Conde de Shrewsbury. Casado con Agnes, Condesa de Ponthieu murió en 1131.[20]
- Hugo II de Montgomery, Conde de Shrewsbury, muerto sin descendencia en 1098.[21]
- Roger el Poitevino, Vizconde d'Hiemois, casado con Adelmode de la Marche.[22]
- Philip de Montgomery.[23]
- Arnulfo de Montgomery, casado con Lafracota hija de Muirchertach Ua Briain.[24]
- Sibyl de Montgomery,  casada con Robert FitzHamon, Señor de Creully.[25]
- Emma, abadesa de Almenêches.[26]
- Matilda (Maud) de Montgomery,  casada con Robert, Conde de Mortain y muerto c. 1085.[27]
- Mabel de Montgomery,  casada con Hugh de Châteauneuf (no confundir con Hugo de Grenoble).